# Thập niên 970 TCN
Thập niên 970 TCN hay thập kỷ 970 TCN chỉ đến những năm từ 970 TCN đến 979 TCN.

## Mất
~972 TCN: Tấn hầu Tiệp